# Scheichtum Alawi

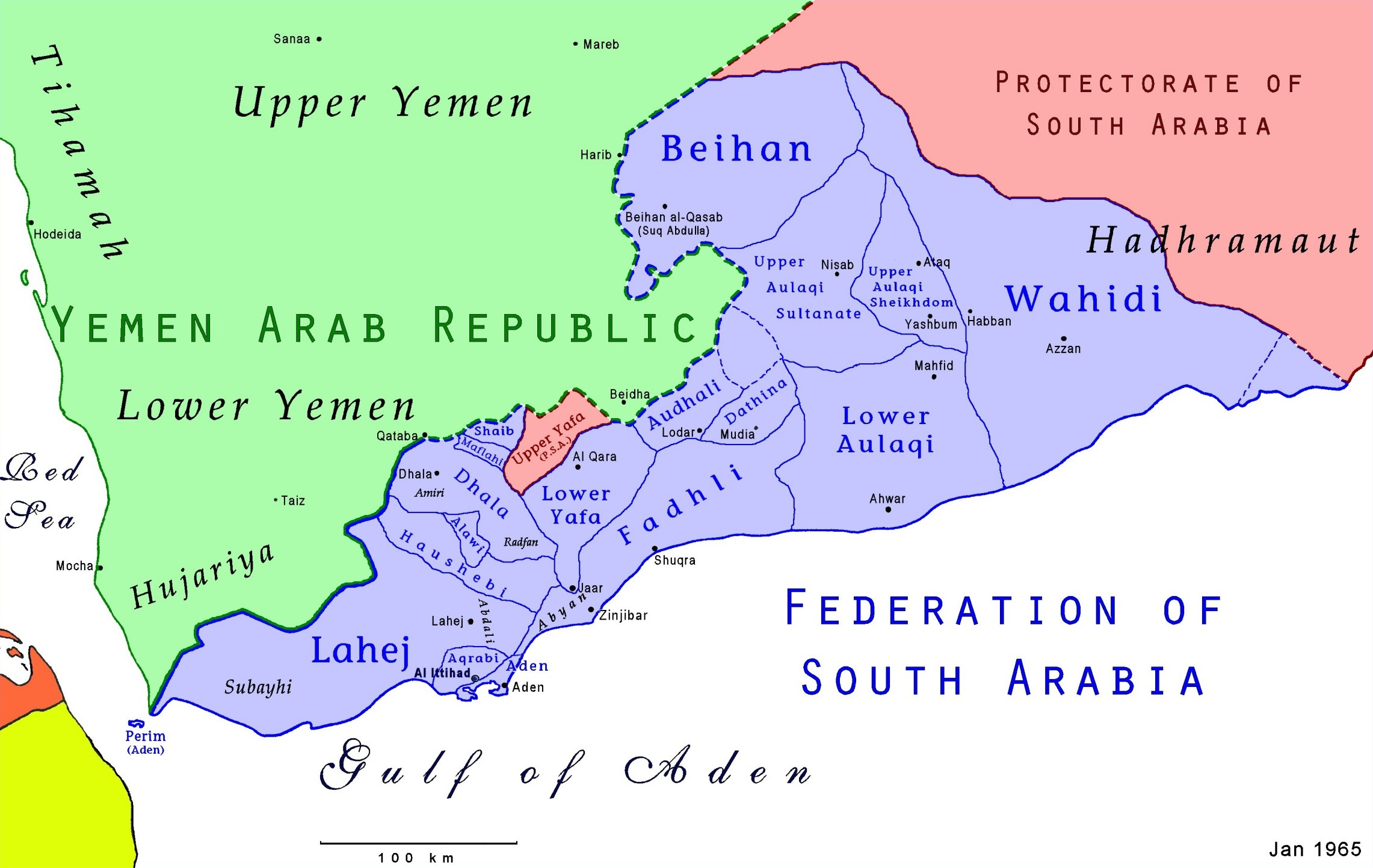
Karte der Südarabischen Föderation

Das Scheichtum Alawi (arabisch مشيخة العلوي Maschyakhat al-ʿAlawī) war ein Staat innerhalb der Südarabischen Föderation, nachdem es kurzzeitig zur Föderation der Arabischen Emirate des Südens gehört hatte.

## Geschichte
Ursprünglich war es einer der neun Kantone (Sultanat von Lahej, Emirat von Dhala, Scheichtum Aqrabi, Lower Aulaqi, Sultanat von Fadhli, Haushebi, Subeihi Lower Yafa), die im späten 19. Jahrhundert den Schutzvertrag mit dem Vereinigten Königreich unterzeichneten. Das Scheichtum war ein kleiner Binnenstaat zwischen Dhala (im Norden) und Haushebi (im Süden). Seine Hauptstadt war Al Qasha. Sein letzter Scheich war Salih ibn Sayil Al Alawi. Dieser wurde entmachtet und sein Scheichtum ging 1967 in der Volksdemokratischen Republik Jemen auf. Das Gebiet ist heute Teil der Republik Jemen.

## Geographie
| Emirat Dhala | Emirat Dhala                                | Emirat Dhala |
| Hauschabi    | Kompassrose, die auf Nachbargemeinden zeigt | Emirat Dhala |
| Hauschabi    | Hauschabi                                   | Hauschabi    |